# Andrena chromotricha
Andrena chromotricha là một loài Hymenoptera trong họ Andrenidae. Loài này được Cockerell mô tả khoa học năm 1899.